# RYOAKI TAXI
RYOAKI TAXI（リョウアキタクシー）はフィリピンのタクシー会社。マニラの駐在員をしていた濱田博昭が、危険というイメージのマニラのタクシーから、安全で安心できるタクシー会社を設立し2011年に5台からスタート、2018年にはタクシー・レンタカーを800台所有。

## 将来
2020年までに2500台規模に増車し従業員とその家族、合計3万人が暮らす《RYOAKI CITY》を創る事が目標。